# Remo Januzzi
Remo Januzzi, ou simplesmente Remo (Visconde do Rio Branco, 14 de janeiro de 1917 — Local e data desconhecidos, de 1984) foi um futebolista brasileiro.

## Carreira
Consolidou sua carreira no São Paulo Futebol Clube, onde chegou em 1940. Estreou em 3 de março daquele ano.
Seu último jogo pelo clube aconteceu em 2 de dezembro de 1951. Pelo time, jogou 345 partidas, colecionando 213 vitórias, 55 empates e 77 derrotas e marcando 110 gols. Com o São Paulo, foi campeão paulista em 1943, 1945, 1946, 1948 e 1949.
Quando parou de jogar, tornou-se treinador, em 1959.
Como técnico do São Paulo, Remo trabalhou em apenas 14 jogos no período de dois meses, obtendo quatro vitórias, três empates e 14 derrotas.

### Títulos
São Paulo
- Campeonato Paulista: 1943, 1945, 1946[4], 1948[5] e 1949